# Etnografiska museet, Poltava
Etnografiska museet (ukrainska: Полтавський краєзнавчий музей) är ett etnografiskt museum i Poltava, Ukraina.
Etnografiska museet etablerades 1891.